# Zvenigora
Zvenigora (en ciríl·lic: Звeнигopа) és una pel·lícula soviètica de 1928 dirigida pel director ucraïnès Oleksandr Dovjenko. Es tracta de la primera part de la "Triologia d'Ucraïna" d'Oleksandr Dovjenko, completada amb L'arsenal (1929) i Zemlya (1930).
Els títols inicials de la pel·lícula adverteixen que es tracta d'«un poema cinematogràfic escrit per M. Johancen i I. Yurtik, adaptada per Oleksandr Dovjenko». En efecte, la pel·lícula muda es desenvolupa sota un format d'èpica revolucionària, gairebé religiosa en el seu to i, en els seus 91 minuts de durada, relata la història mil·lenària d'Ucraïna mitjançant el relat d'un ancià que revela al seu net el secret de l'estepa de Zvenigora, que oculta un tresor escita enterrat en els seus interiors. Malgrat que Dovjenko va definir Zvenigora com "el seu carnet de pertinença al partit", la pel·lícula està farcida de mites, tradicions i supersticions ucraïneses. És considerada com un dels treballs avantguardistes més notables de l'època.
El 1973, la pel·lícula va ser restaurada als estudis cinematogràfics de Mosfilm amb l'ajuda de Iúlia Sólntseva, víuda d'Oleksandr Dovjenko. La nova versió té una durada addicional de gairebé mitja hora respecte a l'original.

## Argument
La pel·lícula consta de 12 parts, cada una de les quals relata un episodi clau de la història d'Ucraïna des dels temps dels varegs fins a la Revolució d'Octubre. Cada episodi és presentat en format de somni surrealista, unit als altres capítols per la figura simbòlica de l'ancià protagonista de la història. La peculiar combinació entre lirisme i política de l'argument, recrea una història que pretén ser alhora una apologia a la industrialització ucraïnesa, una crítica a la burgesia europea, un homenatge a la bellesa de l'estepa ucraïnesa així com una reinterpretació del seu folklore.
Segons la llegenda, a l'estepa ucraïnesa, els interiors de la regió de Zenigora alberguen un vell tresor escita, el qual l'avi malda per descobrir. Després d'haver sigut incorporat a la força a una banda de haidamaks que persegueixen a polonesos, l'ancià descobreix tresors com una copa d'or o una pedra preciosa. Això no obstant, les seves troballes cada cop perden el seu valor i es converteixen en trossos de vidre o en roques convencionals.
Després de diverses escenes místiques que il·lustren diversos episodis de la història d'Ucraïna, l'ancià explica el secret del tresor de Zenigora a Pavlo, el seu net gran, el qual després de conèixer la història emprèn també un viatge a la recerca del tresor, una empresa a la que es dedicarà la resta de la seva vida. Entremig, Timox, el seu germà petit, s'incorpora a les tropes de l'Exèrcit Roig mentre que Pavlo s'uneix a l'exèrcit de Símon Petliura i acaba emigrant a Praga.
Diverses imatges sobre el progrés industrial, els avenços tecnològics al camp, obrers treballant en fàbriques i participant en la construcció de la nova Ucraïna precedeixen un discurs de Pavlo mantingut a París. A títol de príncep d'Ucraïna, Pavlo condemna els bolxevics que s'han apoderat de la seva pàtria i, al final de la seva intervenció, es treu una pistola de la butxaca i amenaça en suïcidar-se davant dels membres de la burgesia que han vingut a escoltar-lo, els quals s'indignen quan el ponent no acaba de portar a terme la seva acció.
De retorn a Ucraïna amb la missió de portar a terme actes de sabotatge, Pavlo convenç al seu avi de dinamitar les vies del ferrocarril, per on ha de passar un tren carregat de bolxevics. En el darrer moment, però, l'avi canvia d'opinió i aconsegueix fer parar el tren tot evitant l'atemptat. L'ancià acaba pujant després a un vagó, on és acollit afablement pels passatgers, que li ofereixen menjar i beguda mentre el tren prossegeix la seva marxa endavant.

## Al voltant de la pel·lícula
Dovjenko es va encarregar de modificar essencialment el guió original de la pel·lícula, retallant gran part dels components místics i centrant-se en el conflicte entre els dos nets de l'ancià. Els substancials canvis va provocar que Mike (Mykhailo) Johansen, coguionista de la pel·lícula, va acabar demanant la retirada del seu nom en els crèdits del film.